# Acosmetia aquatilis
Acosmetia aquatilis là một loài bướm đêm trong họ Noctuidae.